# Ruisseau à la Corne
Pour les articles homonymes, voir Corne.
Le ruisseau à la Corne est un affluent de la rivière aux Rats, traversant la municipalité de Saint-Stanislas et de Saint-Eugène-d'Argentenay, dans la municipalité régionale de comté (MRC) de Maria-Chapdelaine, dans la région administrative du Saguenay–Lac-Saint-Jean, dans la Province de Québec, au Canada.
La foresterie et l'agriculture constituent les principales activités économiques du secteur ; les activités récréotouristiques, en second.
Cette zone est surtout desservie par la rue Principale qui longe de côté Nord de la rivière aux Rats. Diverses routes forestières secondaires desservent le secteur, surtout pour les besoins de la foresterie et de l'agriculture,,.
La surface du ruisseau à la Corne est habituellement gelée de la fin novembre au début avril, toutefois la circulation sécuritaire sur la glace se fait généralement de la mi-décembre à la fin mars.

## Géographie
Les bassins versants voisins du ruisseau à la Corne sont :  
- côté Nord : rivière à la Carpe, rivière aux Rats, lac aux Rats, rivière Mistassibi, rivière de l'Écluse ;
- côté Est : rivière Mistassibi, Petite rivière Rousseau ;
- côté Sud : rivière aux Rats, rivière Mistassini ;
- côté Ouest : rivière Mistassini, rivière aux Rats.

Le ruisseau à la Corne prend sa source d’un ruisseau forestier (altitude : 161 m). Cette source est située à :   
- 2,4 km au Nord de la confluence du ruisseau à la Corne et de la rivière aux Rats ;
- 4,3 km au Sud-Ouest du centre du village de Saint-Stanislas ;
- 5,2 km à l’Ouest d’une courbe sur le cours de la rivière Mistassibi ;

À partir de sa source, le ruisseau à la Corne descend sur 4,1 km généralement vers le Sud entièrement en zones forestières, avec un dénivelé de m, selon les segments suivants :   
- 1,4 km vers le Sud-Est en recueillant plusieurs ruisseaux, jusqu'à la confluence (venant de l’Ouest) de la rivière à la Carpe ;
- 1,3 km vers l’Est jusqu’à un coude, puis le Sud en formant de petits serpentins jusqu’au cours d’eau Lecompte (venant de l’Est) ;
- 1,4 km vers le Sud-Est en formant des serpentins, puis vers le Sud en coupant la rue Principale[réf. nécessaire] en fin de segment, jusqu’à son embouchure[3].

La confluence du ruisseau à la Corne et du ruisseau à la Corne est située à :  
- 4,3 km à l’Ouest du cours de la rivière Mistassibi ;
- 6,5 km à l’Est du centre du village de Argentenay ;
- 6,6 km au Nord de la confluence de la rivière aux Rats et de la rivière Mistassini ;
- 7,1 km au Nord-Ouest de la confluence de la rivière Mistassibi et de la rivière Mistassini ;
- 27,0 km au Nord de la confluence de la rivière Mistassini et du lac Saint-Jean.

À partir de l’embouchure du ruisseau à la Corne, le courant descend successivement le cours de la rivière aux Rats sur 8,8 km vers le Sud, puis le cours de la rivière Mistassini vers l’Est, puis le Sud-Ouest sur 24,6 km. À l’embouchure de cette dernière, le courant traverse le lac Saint-Jean sur 42,7 km vers l’Est, puis emprunte le cours de la rivière Saguenay vers l’Est sur 155 km jusqu'à la hauteur de Tadoussac où il conflue avec le fleuve Saint-Laurent.

## Toponymie
Le toponyme « ruisseau à la Corne » a été officialisé le 5 décembre 1968 à la Banque des noms de lieux de la Commission de toponymie du Québec.